# 咸丰园蛛
咸丰园蛛（学名：Araneus xianfengensis）为园蛛科园蛛属的动物。在中国大陆，分布于湖北等地。该物种的模式产地在湖北。